# Knut Bosson (Grip)
Knut Bosson, död 1406, var en svensk riddare och stor jorddrott, ägare av bland annat Nynäs slott 1386–1411. 

## Biografi
Han var son till Bo Jonsson (Grip) och hans första hustru Magareta Petersdotter, dotter till riddaren Peter Porse.  Modern dog i barnsäng 1360  och Margareta Lambrektsdotter Dume blev hans styvmor.  

### Konflikt med drottning Margareta
Finland som varit förlänat åt hans far indrogs 1389 med hans övriga län av drottning Margareta. 1395 gjorde dock Knut Bosson anspråk på Finland efter sin far, och fick tillbaka det av fogden. Drottning Margareta instämde honom 1396 till riksdagen i Nyköping. Knut Bosson vägrade dock att lämna sitt län och först sedan drottning Margareta skickat trupper och 1398 erövrat Åbo slott och Gaddeborg sökte Knut Bosson fred och erhöll Stegeholm i Östergötland i utbyte mot Finland. Han sålde Gripsholms slott till drottning Margareta 1404.

### Familj
Han var gift med Ermegard Bülow (ca 1364–1421) som efter hans död gifte om sig med greve Hans Ludvigsson av Everstein med vilken hon fick dottern Filippa av Neugarten och Everstein. Styvfadern bevakade sina styvbarns arv efter fadern och farfadern Bo Jonsson (Grip).
Barn:
- Katarina Knutsdotter (Grip), död 1450, gift  med Nils Erengislesson av Hammerstaätten. Ägare bland annat till Nynäs slott som hon ärvde av modern 1442 samt Hammersta som hon fick i morgongåva av sin make. Genom Katarina och Nils son Bo Nilsson Grip levde ättenamnet vidare som Grip – yngre ätten eftersom  Bo Nilsson valde att istället för sin fars vapen från Hammerstaätten, ta sin mors vapen med Gripen.
- Bo Knutsson Grip